# La Longue Portée
La Longue Portée est un roman québécois paru en 1998 écrit par Serge Lamothe, publié aux éditions L'instant même.

## Synopsis
Premier tome de la Trilogie des Godin (comprenant également La Tierce Personne et L'Ange au berceau) ce roman épistolaire est construit autour d'une longue lettre de Charles Godin à son fils Simon. Charles Godin, un ancien junkie, y relate ses années d'études à l'Université de Jasperville, sa rencontre avec Nadia, la mère de Simon, de même que les circonstances troubles de la mort de celle-ci et le plan qu'il a mis en place pour la venger.

## Style
La Longue Portée peut être qualifié de thriller existentiel ou de conte philosophique. Lamothe y explore des thèmes récurrents de son écriture romanesque: l'attachement filial, les paradis artificiels et la quête d'identité.

## Sources
- Journal Voir, Montréal - critique de Pascale Navarro, « La longue portée », 19 novembre 1998
- Salon double - critique de Pierre-Paul Ferland, « Les rejetons du nomade fantasmatique »
- Journal Voir, Montréal - critique d'Alexandre Vigneault, « Serge Lamothe, écrivain », 1er septembre 1999